# Bina (Izrael)
Bina (hebr. בענה; arab. بعنة; ang. Bi’ne) – samorząd lokalny położony w Dystrykcie Północnym, w Izraelu.

## Położenie
Miejscowość Bina jest położona na wysokości 260 m n.p.m. w północno-zachodniej części Doliny Bet ha-Kerem na północnej krawędzi Dolnej Galilei. Dolina Bet ha-Kerem wyznacza granicę między Dolną a Górną Galileą. Miejscowość leży u podnóża stromego urwiska pasma górskiego Matlul Curim (wysokość dochodzi do 769 m n.p.m.). W miejscu tym różnica wysokości między dnem a krawędzią doliny dochodzi do 500 metrów. Okoliczny teren opada w kierunku południowym. W jej otoczeniu znajduje się miasto Karmiel, miejscowości Madżd al-Krum, Dejr al-Asad i Nachf, kibuc Tuwal, oraz wioska komunalna Lawon.

### Podział administracyjny
Bina jest położona w Poddystrykcie Akki, w Dystrykcie Północnym.

## Demografia
Zgodnie z danymi Izraelskiego Centrum Danych Statystycznych w 2011 roku w Bina żyło ponad 7,5 tys. mieszkańców, z czego 92,3% Arabowie muzułmanie i 7,7% Arabowie chrześcijanie. Wskaźnik wzrostu populacji w 2011 roku wynosił 5,6%. Zgodnie z danymi Izraelskiego Centrum Danych Statystycznych średnie wynagrodzenie pracowników w Bina w 2009 roku wynosiło 3724 ILS (średnia krajowa 7070 ILS).
| Wiek (w latach) | Procent populacji w % |
| --------------- | --------------------- |
| 0 – 4           | 11,4                  |
| 5 – 9           | 13,0                  |
| 10 – 14         | 12,9                  |
| 15 – 19         | 10,2                  |
| 20 – 29         | 14,7                  |
| 30 – 44         | 21,0                  |
| 45 – 59         | 11,2                  |
| 60 – 64         | 1,7                   |
| 65 –            | 3,9                   |

Źródło danych: Palestine Remembered.

## Historia
Dokładna data powstania wioski nie jest znana. Przyjmuje się jednak, że została założona w XVI wieku przez chrześcijan wysiedlonych z sąsiedniej wioski Dajr al-Asad przez sułtana Sulajmana Wspaniałego. Ich potomkowie stopniowo rozbudowywali wioskę. Francuski podróżnik Victor Guérin opisał wioskę pod koniec XIX wieku, pisząc, że mieszkali w niej chrześcijanie, muzułmanie i Druzowie. W wyniku I wojny światowej w 1918 roku cała Palestyna przeszła pod panowanie Brytyjczyków. Przyjęta 29 listopada 1947 roku Rezolucja Zgromadzenia Ogólnego ONZ nr 181 w sprawie podziału Palestyny przyznawała rejon miejscowości Arraba państwu arabskiemu. Podczas wojny domowej w Mandacie Palestyny na początku 1948 roku do wioski wkroczyły siły Arabskiej Armii Wyzwoleńczej, które paraliżowały żydowską komunikację w całym obszarze Galilei. Podczas I wojny izraelsko-arabskiej Izraelczycy przeprowadzili w tym rejonie operację Hiram, i 30 października 1948 roku zajęli Binę. W przeciwieństwie do wielu arabskich wiosek w Galilei, Izraelczycy nie wysiedlili jej mieszkańców. Dzięki temu Bina zachowała swój pierwotny charakter. W 1956 roku izraelski rząd ogłosił utworzenie „strefy zamkniętej” na obszarze 1275 akrów arabskich wiosek Dajr al-Asad, Bina i Nachf. Oficjalnym powodem utworzenia tej strefy były względy bezpieczeństwa (potrzeba chronienia strategicznej drogi nr 85), jednak w rzeczywistości znajdował się tutaj kamieniołom najlepszych w kraju marmurów. W pięć lat później, w 1961 roku władze wywłaszczyły te tereny, podając za powód, że ziemie te przez pięć lat były nie wykorzystywane przez ich pierwotnych arabskich właścicieli. W ten sposób systematycznie realizowano plan mający na celu „judaizację Galilei”, w której centrum miało powstać nowe żydowskie miasto Karmiel. Plan opracowali Lewi Eszkol, Josef Weitz i jego syn Ra’anan Weitz, a kierownikiem grupy konstrukcyjnej był Adam Tal. Lokalizację wybrano zgodnie z koncepcją rozwoju osadnictwa żydowskiego, przy głównej drodze łączącej miasta Akka i Safed. Wywłaszczenie spotkało się z silnymi protestami Arabów, którzy proponowali władzom inne tereny, bardziej dogodne do założenia nowego miasta. Jednak Izraelczycy odmówili i zaoferowali Arabom jako rekompensatę podobne tereny w okolicy. Dwaj lewicowi posłowie Mosze Sneh (Maki) i Jusuf Chamis  (Mapam) przedstawili w Knesecie list protestacyjny arabskich mieszkańców wsi, którzy uważali że oferowane im ziemie są dużo gorsze od tych, z których zostali wywłaszczeni. Po parlamentarnej debacie mieszkańcy wiosek przygotowali demonstrację, jednak wojskowe dowództwo Galilei ogłosiło cały rejon „obszarem zamkniętym”. Nikt więc nie mógł przyjechać na demonstracje, które zostały odwołane. To samo zdarzyło się podczas organizacji protestów zaplanowanych na styczeń 1964 roku. Wraz ze wzrostem liczby mieszkańców, Bina otrzymała w 1976 roku status samorządu lokalnego. Następnie, w 2003 roku przeprowadzono reformę terytorialną, w wyniku której połączono Binę z sąsiednimi miejscowościami Madżd al-Krum i Dajr al-Asad tworząc jeden samorząd lokalny Szagor. W marcu 2005 roku otrzymał on prawa miejskie. Powstałe w ten sposób miasto było jednak sztucznym tworem. Brakowało jednolitej administracji, a wszystkie dzielnica oskarżały się wzajemnie o nadmierne przywileje i niepłacenie podatków. Wzajemne spory doprowadziły do głębokiej zapaści gospodarczej, której widocznym efektem był upadek instytucji odpowiedzialnych za wywóz śmieci i kanalizację miejską. W rezultacie odpadki komunalne wywożono do sąsiednich wadi, zanieczyszczając w ten sposób okolicę. Ze względu na rosnące zadłużenie miasta, wielokrotnie wstrzymano dostawy wody pitnej dla mieszkańców. W dniu 1 grudnia 2008 roku podjęto decyzję o rozwiązaniu miasta Szagor i Bina powróciła do statusu samorządu lokalnego.
Podczas Drugiej wojny libańskiej w 2006 roku miejscowość ucierpiała od ostrzału rakietowego prowadzonego przez organizację terrorystyczną Hezbollah z terytorium Libanu. Ogółem na miasto spadły 43 rakiety, które zabiły 4 osoby i spowodowały duże straty materialne.

## Symbole
Herb miejscowości został oficjalnie opublikowany w maju 1984 roku. Widnieje na nim wizerunek świętej budowli oraz kamiennych murów. Poniżej i powyżej herbu umieszczono nazwę miasta w języku arabskim i hebrajskim. Oficjalna flaga miejscowości jest w kolorze białym z zielonym herbem pośrodku.

## Polityka
Siedziba władz samorządowych znajduje się w południowo-wschodniej części miejscowości.

## Architektura
Miasteczko posiada typową arabską architekturę, charakteryzującą się ciasną zabudową i wąskimi, krętymi uliczkami. Zabudowa powstawała bardzo chaotycznie, bez zachowania jakiegokolwiek wspólnego stylu architektonicznego. Pomimo że zabudowa w centrum ma charakter miejski, to na obrzeżach przybiera typowy charakter wiejski.

## Kultura
W miejscowości znajduje się dom kultury z biblioteką publiczną.

## Edukacja i nauka
W miejscowości znajduje się 5 szkół, w tym 3 szkoły podstawowe. W 2010 roku uczyło się w nich 2 tys. uczniów, w tym ponad 1,1 tys. w szkołach podstawowych. Średnia uczniów w klasie wynosiła 28.

## Sport i rekreacja
W południowo-wschodniej części miejscowości znajduje się boisko do piłki nożnej. Mniejsze boiska oraz sale sportowe są zlokalizowane przy szkołach.

## Gospodarka
Podstawą lokalnej gospodarki pozostaje rolnictwo, chociaż coraz większą rolę odgrywają usługi i handel. Wielu mieszkańców pracuje w okolicznych strefach przemysłowych.

## Komunikacja
Z miejscowości wyjeżdża się na południe drogą nr 8534 na drogę ekspresową nr 85, którą jadąc na wschód dojeżdża się do miasta Karmiel i dalej do miasteczka Nachf, lub jadąc na zachód dojeżdża się do miejscowości Madżd al-Krum.